# Золотая лихорадка в Новом Южном Уэльсе
Новый Южный Уэльс пережил первую золотую лихорадку в Австралии, время которой обычно определяется с 1851 по 1880 год. Этот период в истории Нового Южного Уэльса привёл к быстрому росту населения и значительному росту экономики колонии Новый Южный Уэльс. Золотая лихорадка в Калифорнии за три года до этого свидетельствовала о влиянии золотой лихорадки на общество, как положительном, так и отрицательном. Колониальное правительство Нового Южного Уэльса скрывало первые открытия, но политику в этом отношении изменили различные факторы.

## Предпосылки

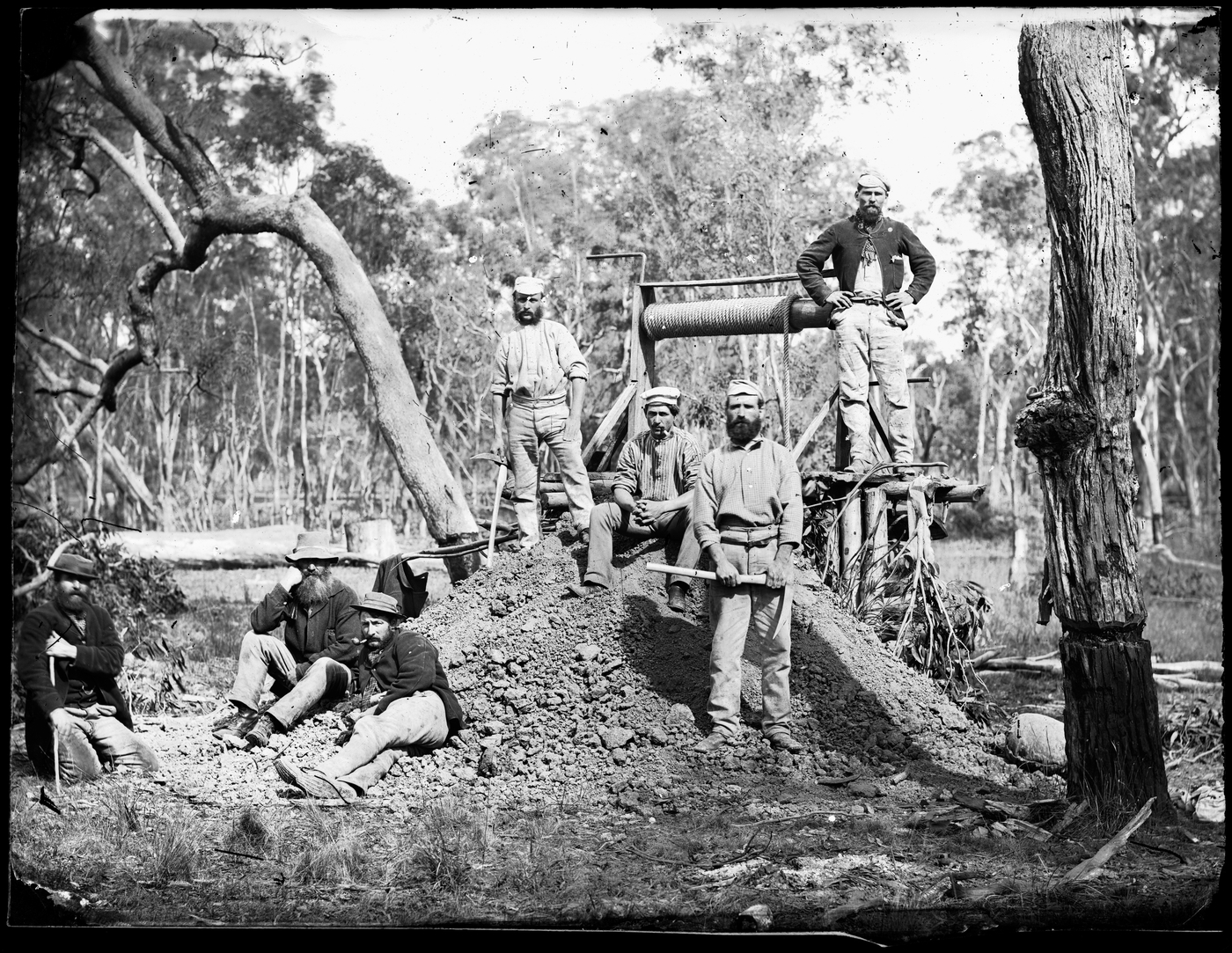
Галгонг Голдфилд, Новый Южный Уэльс, 1872–1873 гг., фото приписывается Генри Мерлину

Золото было впервые официально обнаружено в Австралии 15 февраля 1823 года помощником геодезиста Джеймсом МакБрайеном на реке Фиш-Ривер, между Райдолом и Батерстом. Макбрайен записал в полевом журнале: «В к[онце геодезической линии] на расстоянии 1 цепь 50 звеньев от реки обозначил эвкалипт. В этом месте я нашёл множество золотых частиц, удобно расположенных у реки». Затем в 1839 году геолог и исследователь Павел Эдмунд Стшелецкий обнаружил небольшое количество золота в силикате в долине Клвид возле Хартли, а в 1841 году преподобный У. Б. Кларк нашёл золото на реке Кокс, оба места на дороге в Батерст.
Находки были засекречены колониальным правительством, чтобы избежать возможного перемещения относительно небольшой общины. Высказывались опасения, что осуждённые и свободные поселенцы покинут назначенные им рабочие места и поспешат к новой находке в поисках счастья, в частности нанеся ущерб новой пастушеской индустрии. Как сообщается, губернатор Джордж Гиппс сказал Кларку, когда тот выставлял своё золото: «Уберите это, мистер Кларк, или нам всем перережут глотки». Недавние данные показывают, что другая находка Уильяма Типпла Смита — сына английского геолога Уильяма Смита — около Офира в 1848 году также была замолчана, пока правительство не было готово к эксплуатации этого ресурса. Уильям Типпл Смит был одним из владельцев завода по производству железа в Миттагонге, и во время посещения его в конце января 1849 года губернатору Чарльзу Августу Фицрою подарили стальной нож, «украшенный колониальным золотом» .
Золотая лихорадка в Калифорнии началась в 1848 году, и люди сразу же начали уезжать из Австралии в Калифорнию. Чтобы остановить исход, колониальное правительство Нового Южного Уэльса решило изменить свою позицию и поощрить промысел по поиску золота. В 1849 году колониальное правительство запросило одобрение Колониального управления в Англии, чтобы разрешить разработку минеральных ресурсов Нового Южного Уэльса. Требовался геолог, и это привело к назначению Сэмюэля Статчбери. Награда была предложена первому, кто найдёт золото в промышленных масштабах.

## Начало золотой лихорадки

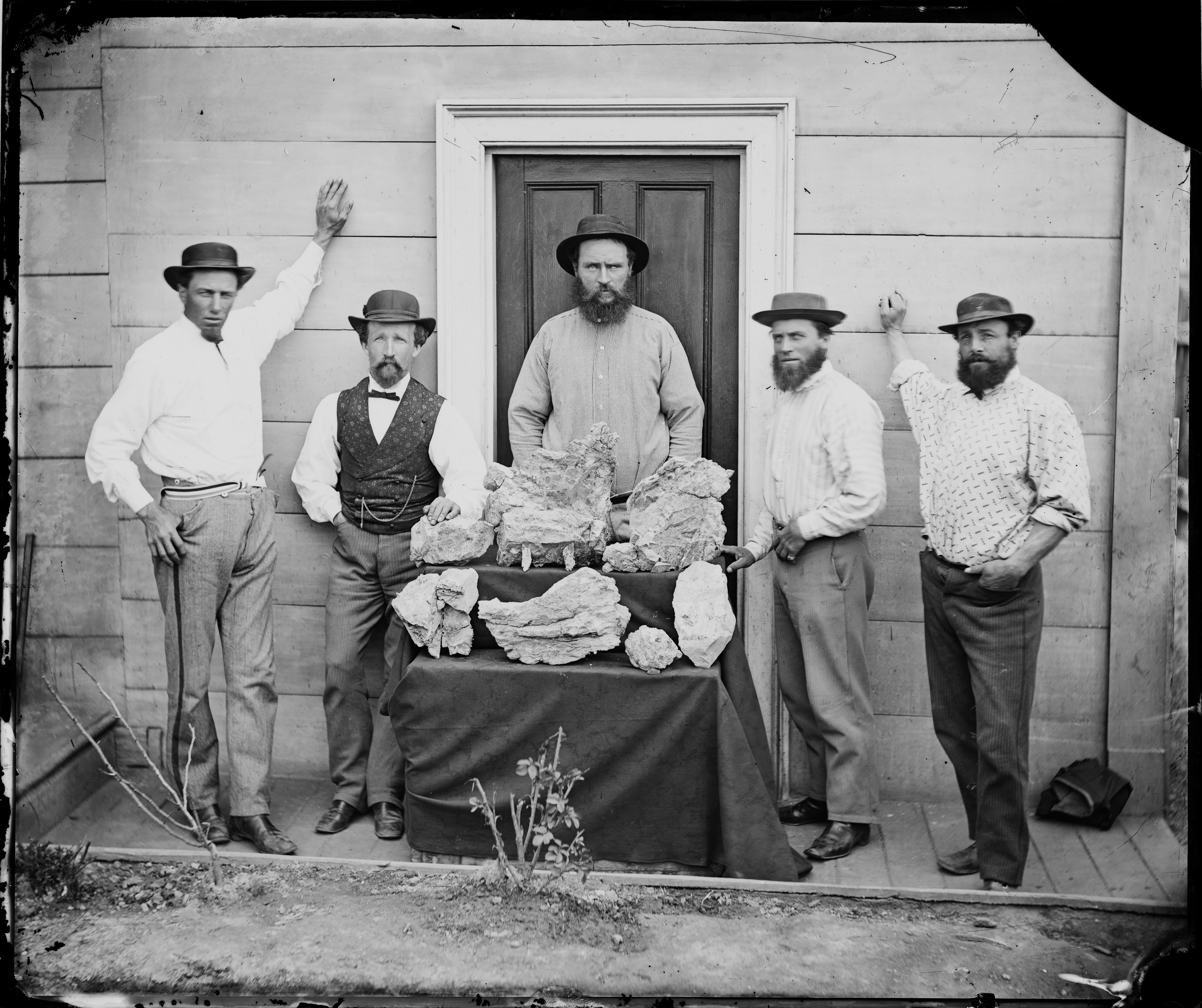
Бернхардт Холтерманн (второй слева), Ричард Ормсби Керр (в центре) и Бейерс (второй справа), с рифовым золотом из шахты «Звезда надежды», 1872 г., фото приписывается Генри Мерлину

Открытие золота изменило австралийскую нацию. Спустя двадцать восемь лет после открытия реки Фиш-Ривер человек по имени Эдвард Харгрейвс в 1851 году обнаружил «золотое зерно» в биллабонге недалеко от Батерста.
Эдвард вернулся в Новый Южный Уэльс с калифорнийских золотых приисков, где не добился успеха. Харгрейвс решил начать поиск золота в штате Новый Южный Уэльс. Геологические особенности страны вокруг Батерста с его кварцевыми выходами и оврагами казались похожими на калифорнийские месторождения. В феврале 1851 года Харгрейвс и его проводник Джон Листер отправились верхом с чашкой и качалкой к ручью Льюис Пондс, притоку реки Маккуори недалеко от Батерста. 12 февраля 1851 года они нашли золото в месте, которое он назвал Офиром. Он сказал, что «однажды в русле ручья он как-то почувствовал себя окружённым золотом»... Изначально сохраняя находку в секрете, он отправился в Сидней и в марте встретился с министром по делам колоний. Вскоре запрос был признан, и Харгрейвс был назначен «Уполномоченным по земельным вопросам». Он также получил вознаграждение в размере 10 000 фунтов стерлингов от правительства Нового Южного Уэльса, а также пожизненную пенсию и вознаграждение в размере 5 000 фунтов стерлингов от правительства штата Виктория. Однако из-за спора с его партнёрами часть награды была удержана.
Находка была объявлена 14 мая 1851 года, и через несколько дней началась первая австралийская золотая лихорадка, когда 100 старателей искали своё золото. К июню около Батерста копали более 2000 человек, и ещё тысячи были в пути. В 1852 году выход составлял 850 000 унций (24½ тонны). Великая западная дорога в Батерст заполнилась людьми из всех слоёв общества, со всем, что они могли унести, чтобы жить и добывать золото. Газета Bathurst Free Press сообщила 17 мая 1851 года: «Похоже, что полное душевное безумие охватило почти каждого члена общины. Был всеобщий рывок на раскопки».

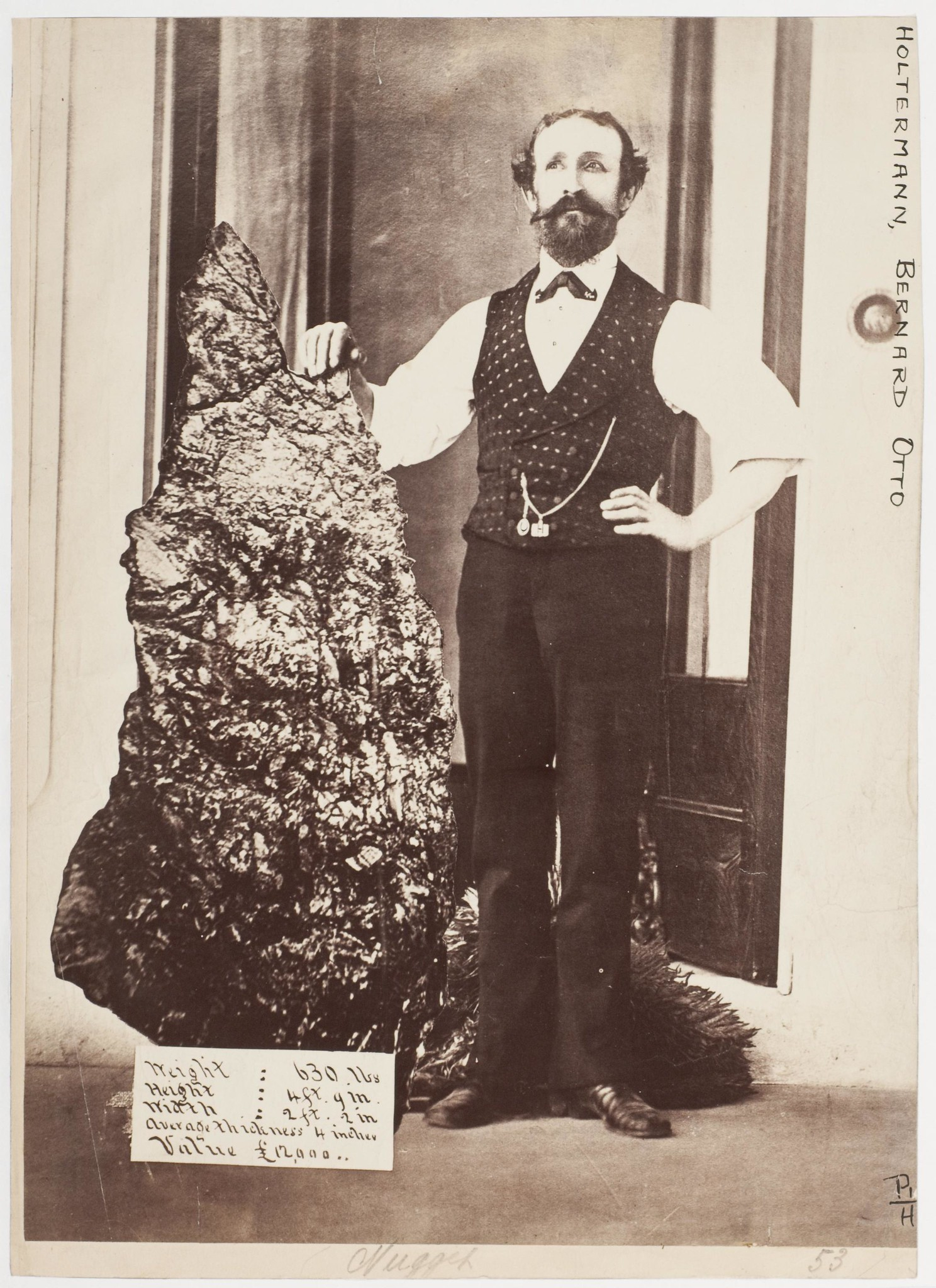
Холтерманн с 235-килограммовым «самородком» из Хилл-Энда

Во многом из-за поступления золота в казну колониального правительства, приносящего огромные богатства колонии Новый Южный Уэльс, британское правительство в 1854 году санкционировало создание Сиднейского монетного двора. Это был первый Королевский монетный двор за пределами Англии.
Через десять лет после начала золотой лихорадки в 1851 году население Нового Южного Уэльса выросло с 200 000 до 357 000 человек, то есть на 78%.
Очень продуктивное месторождение золота окружало район Хилл-Энд. Здесь находился самый большой в мире кусок золотосодержащего материала, образец сланца и золота весом 235 кг, содержащий 85 кг (2720 тройских унций), известный как Самородок Холтерманна, обнаруженный Бернхардтом Холтерманном в 1872 году.

## Влияние на общество
Золотая лихорадка в Новом Южном Уэльсе вызвала серьёзные социальные и экономические проблемы. Злоупотребление алкоголем было распространённой проблемой среди горняков, которые использовали дешёвый спиртной напиток для маскировки тяжёлых условий жизни и труда. В какой-то момент правительство попыталось установить некоторый порядок контроля, запретив продажу алкоголя на раскопках. Однако эта попытка не увенчалась успехом. Не хватало продовольствия и оборудования, что подняло цены до нереалистичного уровня. Рабочих, способных вести бизнес в непрямой горнодобывающей промышленности, стало очень не хватать, как, например, главный обслуживающий город Батерст был практически брошен здоровыми мужчинами для коммерции во время Офировой лихорадки.

## Места поисков и находок
Разработки старателей производились в следующих местах:
- Батерст, май 1851 г. [Офир Голдфилдс][12]
- Софала[англ.], июнь 1851 г. [Турон Голдфилдс][13]
- Бунгония[англ.], июль 1851 г. (также известна как Шолхейвен)[14]
- Хилл-Энд[англ.], июль 1851 г.[15]
- Луиза Крик (ныне Харгрейвс) возле Маджи, июль 1851 г.[16][17]
- Моруя[англ.], июль 1851 г.[18][19]
- Аралуэн[англ.], сентябрь 1851 г. [Аралуэн и Беллз-Крик][20]
- Брейдвуд[англ.], октябрь 1851 г. [Мэйджорс-Крик][21]
- Мыс Белла на реке Белл[англ.], ноябрь 1851 г.[18]
- Туэна[англ.], ноябрь 1851 г.[22]
- Рядом с озером Джордж[англ.], 1851 год [Плоскогорье и Чёрное болото][18]
- Паршиш в 80 км к югу от Батерста, 1851 г.[18]
- Оки-Крик близ Кула[англ.], 1851 г.[18]
- Монаро[англ.], 1851 г.[18]
- Хэнджинг-Рок[англ.] близ Нандла[англ.] (северное плоскогорье), 1851 г.[18]
- Аделонг[англ.], 1852 г.[23][24]
- Санни-Корнер[англ.], 1854 г.[25]
- Рокки-Ривер близ Ураллы[англ.], 1856 г.[26]
- Броули[англ.], 1857 год, на поле Аралуэн[27]
- Мого[англ.], 1858 год, на поле Аралуэн[27]
- Киандра[англ.], 1859 г.[28]
- Янг[англ.], 1860 г., известный в то время как Лэмбинг-Флэт[29]
- Нерригунда[англ.], 1861 г.[30]
- Форбс[англ.], 1861 г.[31][32]
- Паркс[англ.], 1862 г.[32]
- Лакхнау близ Оринджа, 1862[33]
- Гренфелл[англ.], 1866 г.[34]
- Галгонг, 1870 г.[35]
- Хиллгроув[англ.], 1877 г.[36]
- Гора Дрисдейл[англ.] возле Кобара[англ.], 1892 г.[26]
- Гора Макдональд возле Вьянгалы[англ.], 1880 г.[37][38]
- Вьялонг[англ.], 1893 г.[26]

## Тлеющее недовольство и закон о беспорядках
Недовольство старателей росло из-за введения правительством ограничений и сборов за добычу золота. Ежемесячный сбор в размере 30 шиллингов было трудно платить, когда разрешение на одного горняка позволяло обрабатывать только 13½ квадратных метров поверхности. На полях Турона возле Батерста землекопы угрожали бунтом, если не снизят плату за это. Губернатор Фицрой согласился и снизил плату на две трети, но отказался изменить метод сбора, известный как «охота копателей». Это было связано с тем, что полиция совершила набег на золотое месторождение и разыскала землекопов, которые не заплатили гонорар. Виновные копатели брались под стражу того, как магистрат оштрафует старателя на 5 фунтов стерлингов за первое нарушение и дважды за каждое последующее нарушение.
Другой аспект недовольства имел расовый оттенок. К 1861 году население Лэмбинг-Флэт, ныне известного как Янг, выросло до 20000 человек. Из этого числа 2000 были недавними китайскими иммигрантами, и это создало серьёзную напряженность, приведшую к бунту в 1861 году. Официальный Закон о бунте был зачитан копателям 14 июля 1861 года.

## Золотодобыча в XXI веке
После спада добычи золота в Новом Южном Уэльсе в середине XX века в 1980-х годах началось возрождение добычи золота из-за улучшенных методов разведки и добычи, и высокой цены на золото. Шахта Кадия-Риджуэй на Центральном плато включает крупнейшую в Австралии подземную добычу полезных ископаемых. Другой крупномасштабный открытый золотой рудник, рудник Barrick Gold's Lake Cowal, также расположен в центральной части Нового Южного Уэльса.